# Колер (Висконсин)
Колер (енгл. Kohler) село је у округу Шебојган, у савезној држави Висконсин, САД, на реци Шебојган. По попису из 2000. године, ово место је имало 1 926 становника. Колер је укључен у статистичку зону Шебојган, Висконсин.

## Географија
Географске координате Колера су 43° 44′ 18″ N 87° 46′ 52″ W / 43.73833° С; 87.78111° З.
По Пописном бироу САД, село се простире на укупно 14,4  (5,6 mi2). 14,1  (5,4 mi2) те површине је земља, а 0,3  (0,1 mi2) те површине (1,98%) је вода.

## Демографија
Попис из 2000:
| Становништво          | 1926 | 100,00% |
| • Белци               | 1872 | 97,20%  |
| • Азијати             | 37   | 1,92%   |
| • Латиноамериканци    | 16   | 0,83%   |
| • Две или више раса   | 10   | 0,52%   |
| • Црнци               | 1    | 0,05%   |
| • Пацифички индијанци | 1    | 0,05%   |
| • Остале расе         | 5    | 0,26%   |

Густина насељености је 136,7 становника по km2 (354,0 по mi2). Постоје 792 куће са просечном густином од 56,2 кућа по km2 (145,6 по mi2).
Колер броји 568 породица, тј. 737 домаћинстава, од којих 38,7% имају децу млађу од 18 година, 71,4% су брачни парови који живе заједно, 3,9% су самохране мајке, и 22,9% нису породице. 21,0% свих домаћинстава су самци, а 10,3% су самци преко 65 година. Просечна бројност домаћинства је 2,61 а просечна бројност породице је 3,06.
Распоред становништва по старости је такав да је 28,8% испод 18 година, 3,3% од 18 до 24, 27,5% од 25 до 44, 27,9% од 45 до 64, а 12,5% је преко 65 година. Средња старост је 40 година. На сваких 100 особа женског пола је 92.2 мушкараца. На сваких 100 жена преко 18 година долази 93,0 мушкараца.
Просечна зарада по домаћинству у селу је $75,000, а просечна зарада по породици је $86,123. Мушкарци имају просечну зараду од $53 839 док жене примају у просеку $32 188. Просечна зарада по глави становника у Колеру је $39 355. Око 2,6% породица и 2,8% становништва живи испод границе сиромаштва, укључујући 3,4% становништва испод 18 година, и 3,9% оних преко 65 година старости.

## Привреда
Највећи послодавац у Колеру је Колер Компанија, светски лидер у водоинсталатерским производима - само село је створено од стране те компаније као планско насеље 1912. године. Поред фабрике, Колер Компанија је такође власник Американ клуба (American Club), голферског одмаралишта у Колеру, чији је комплекс терена Вислинг стрејтс (Whistling Straits) био домаћин ПГА шампионата у голфу 2004. године, а и поново ће бити домаћин овог догађаја 2010. и 2015, као и Рајдер купа (Ryder Cup) 2020.

## Становништво
| Група             | 2000. | 2010. |
| Белци             |       |       |
| Афроамериканци    |       |       |
| Азијати           |       |       |
| Хиспаноамериканци |       |       |
| Укупно            |       |       |